# Ranunculus cooleyae
Ranunculus cooleyae är en ranunkelväxtart som beskrevs av George Vasey och J. N. Rose. Ranunculus cooleyae ingår i släktet ranunkler, och familjen ranunkelväxter. Inga underarter finns listade i Catalogue of Life.